# Kosovska Mitrovica
Kosovska Mitrovica (albansko Mitrovicë ali Mitrovica, srbska cirilica Косовска Митровица) je mesto na severu Kosova. Mesto, ki se je razvilo okrog svinčevega in cinkovega rudnika Trepča, je danes simbol etničnih delitev na Kosovu – reka Ibar ga deli na južni del, naseljen večinoma z albanskimi prebivalci, in severni del z večinsko srbskim prebivalstvom.

## Ime
Mitrovica se imenuje po svetem Dimitriju Solunskem, zavetniku cerkve, ki je bila zgrajena v srednjem veku pod zvečansko trdnjavo. V 15. stoletju je bilo naselje znano kot Dmitrovica in pozneje kot Mitrovica.
Med letoma 1982 in 1991 se je mesto imenovalo Titova Mitrovica (albansko Mitrovica e Titos).
Pridevnik Kosovska (albansko Mitrovicë ë Kosovës) služi razlikovanju od Sremske Mitrovice in ga Albanci, ki smatrajo, da sta mesti danes v različnih državah, opuščajo.

## Zemljepis
Kosovska Mitrovica leži na severnem robu Kosovega polja. Leži v okljuku reke Ibar, ki priteka z zahoda in v mestu prejme pritok Sitnico, preden odteče v sotesko proti severu. Z zahoda, severa in vzhoda Mitrovico obdajajo Mokra gora ter obronki Golije in Kopaonika, z juga obronki Čičavice in s severovzhoda obronki Rogozne.

## Zgodovina
Mitrovica je nastala v 14. stoletju ob cerkvi svetega Dimitrija pod trdnjavo Zvečan. V času osmanske vladavine je bila majhno orientalsko mesto. Hitro se je začela razvijati v 19. stoletju z odkritjem novih nahajališč svinčeve rude, zlasti pa po izgradnji železnice Skopje–Mitrovica leta 1873.
Po prvi balkanski vojni je postala del Kraljevine Srbije, po prvi svetovni vojni pa Kraljevine SHS. Zaradi vojn se je število prebivalstva zmanjšalo, predvsem na račun izseljevanja Turkov in Albancev. V medvojnem obdobju je jugoslovanska oblast izkazovala veliko zanimanje za razvoj mesta, vendar ni imela sredstev za večje investicije. Zgradila se je druga železniška povezava skozi dolino Ibra proti notranjosti Srbije, sicer pa se mesto ni veliko spremenilo. V drugi svetovni vojni je Kosovska Mitrovica, medtem ko si je večino preostanka Kosova priključila Albanija pod italijansko okupacijo, spadala k Nedićevi Srbiji.
V socialistični Jugoslaviji se je območje postopno industrializiralo, Mitrovica pa se je razvijala predvsem kot bivališče delavcev okoliških obratov. Mestno središče so zgradili na novo, nizke orientalske stavbe so zamenjali stanovanjski bloki in prebivalstvo se je povečalo za več kot petkrat. Po smrti Josipa Broza - Tita se je leta 1981 mesto preimenovalo v Titovo Mitrovico, to ime pa je obdržalo do razpada Jugoslavije.

### Vojna na Kosovu in povojno obdobje
Leta 1989 so albanski delavci v Trepči uprizorili gladovno stavko proti ukinitvi avtonomije Kosovu. S svojim narodnostno mešanim prebivalstvom je bila Kosovska Mitrovica eno od žarišč kosovske krize po razpadu Jugoslavije. Med vojno na Kosovu in Natovim bombardiranjem ZRJ leta 1999 se je prebivalstvo etnično homogeniziralo na nasprotnih bregovih reke Ibar: skoraj vsi Srbi z južnega brega so se preselili na severnega in Albanci s severnega na južnega.
Po vojni je nadzor nad mestom prevzela mednarodna skupnost, v njem so odtlej v velikem številu nameščeni vojaki KFOR, ki stražijo mostove čez Ibar in preprečujejo vdore skrajnežev iz enega dela mesta v drugega. Kljub temu občasno prihaja do nasilja z obeh strani; marca 2004 se je v Mitrovici začel val najhujših oboroženih spopadov na Kosovu od konca vojne, povod za katerega je bila utopitev treh albanskih otrok v Ibru in nedokazane obtožbe, da so smrt zakrivili Srbi.
Razmere so se znova zaostrile po razglasitvi samostojnosti Republike Kosovo februarja 2008. Marca so srbski protestniki zasedli stavbo sodišča v severni Kosovski Mitrovici in se spopadli s pripadniki misij UNMIK in KFOR, ki so začasno zapustili mesto. V spopadih je umrl ukrajinski pripadnik Unmikovih sil. Junija so kosovski Srbi v Mitrovici ustanovili svojo skupščino skupnosti občin, ki je de facto obstajala, dokler je niso razpustili z Bruseljskim sporazumom.
Bruseljski sporazum leta 2013 je predvidel ukinitev vzporednih srbskih državnih institucij, nastanek ločene občine Severna Kosovska Mitrovica in nastanek skupnosti srbskih občin s sedežem v le-tej.
- Središče južne Kosovske Mitrovice s staro džamijo
- Severna Kosovska Mitrovica
- Nova pravoslavna cerkev v severnem delu, zgrajena leta 2005
- Italijanski karabinjerji na straži na mostu čez Ibar, 2019